# Kościół Matki Bożej Nieustającej Pomocy w Ciężkowicach
Kościół Matki Bożej Nieustającej Pomocy – kościół parafialny Parafii pod wezwaniem Matki Bożej w Ciężkowicach, jednej z dzielnic Jaworzna. 
Początki obecnego kościoła sięgają przełomu XVIII i XIX wieku, wtedy powstała kaplica poświęcona św. Rozalii z Palermo. Pierwsze plany budowy obecnego kościoła sięgają roku 1924. Komitet Parafialny w dniu 10 lipca 1928 roku podjął uchwałę o budowie nowego kościoła według projektu znanego krakowskiego architekta Ludwika Wojtyczko. 20 października 1946 roku Ks. Biskup Stanisław Rospond dokonał konsekracji kościoła.